# 頰紋聖天竺鯛
颊纹聖天竺鲷（学名：Nectamia bandanensis）为輻鰭魚綱鈎頭魚目天竺鲷科聖天竺鲷属的鱼类。分布于印度洋非洲东岸、红海、太平洋中部诸岛、南至澳大利亚以及南海诸岛海域等，深度1至34公尺，属于小型珊瑚礁鱼类，本魚體呈橢圓形且側扁，頭大、眼大、口大且斜裂，頜齒細小，鋤骨和腭骨通常具齒，舌上無齒，體色銅色或銀色，尾柄上有鞍形或橫條，眼睛下方有楔形橫條，腹鰭前緣淡藍色，背鰭硬棘8枚、背鰭軟條9枚、臀鰭硬棘2枚、臀鰭軟條8枚，體長可達10公分，棲息在外海珊瑚礁礁坡，夜間活動，屬肉食性，以浮游生物為食，繁殖期時，雄魚具有口孵習性，卵約7日化成仔魚，由雄魚吐出，具短暫的仔魚飄浮期，生活習性不明。